# Ratafia

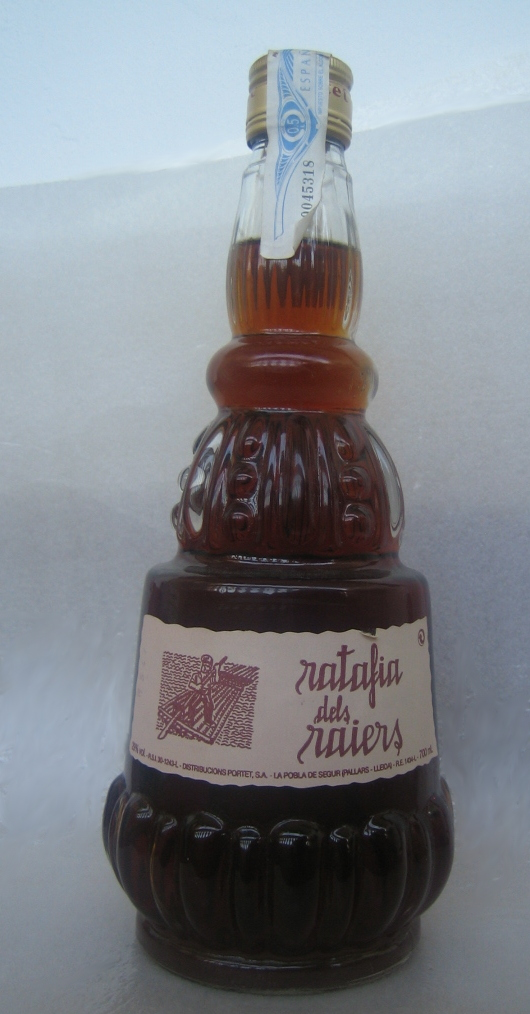
ratafia (Catalonië)

Ratafia is een alcoholische drank oorspronkelijk uit Catalonië, Roussillon in Frankrijk en in Italië, die als aperitief wordt gedronken. Oorspronkelijk verwees de term naar elke drank die werd gedronken bij de ratificatie van een akkoord of verdrag. Later werd de drank ook in andere streken gemaakt.
Ratafia wordt gemaakt door aan druivenmost (soms ook most van andere vruchten) suiker, kruiden en alcohol toe te voegen. Door de toevoeging van alcohol stopt het gistingsproces, waardoor niet alle suikers worden omgezet. De ratafia blijft daardoor zoet van smaak. Het percentage alcohol in Ratafia ligt tussen 16 en 22%.
De meeste ratafias worden niet op grote schaal verkocht. Er zijn er twee met een Appellation d'Origine Contrôlée; de Ratafia de Champagne en de Ratafia de Bourgogne.
De Ratafia de Champagne wordt gemaakt met druiven van de champagne-teelt, waaraan een neutraal smakende alcohol wordt toegevoegd. De beste Ratafia de Champagne wordt gemaakt met Marc de Champagne.
De Ratafia de Bourgogne wordt gemaakt met druivensap en Marc de Bourgogne.
Ook in België zijn er meerdere wijnhuizen die een ratafia produceren. 